# Harry Jarman

a Compétitions nationales et continentales officielles uniquement.

b Matchs officiels uniquement.
Harry Jarman, né le 20 mars 1883 à Talywain (en) et mort le 13 décembre 1928 au même endroit, est un joueur de rugby gallois, évoluant pour le pays de Galles.

## Carrière
Harry Jarman dispute son premier test match le 15 janvier 1910 contre l'Équipe d'Angleterre de rugby à XV. Il dispute son dernier test match contre l'équipe d'Angleterre le 21 janvier 1911. Il joue un total de quatre matchs en équipe nationale. Harry Jarman dispute également trois test matchs avec les Lions britanniques en 1910 en Afrique du Sud.

## Palmarès
- Grand chelem en 1911

## Statistiques en équipe nationale
- 4 sélections pour le Pays de Galles
- Sélections par année : 3 en 1910, 1 en 1911
- Participation aux Tournois des cinq nations 1910, 1911